# Tollari
Tollari (est. Tollari järv) – jezioro w Estonii,  w prowincji Valgamaa, w gminie Karula. Położone jest na zachód od wsi Lüllemäe. Ma powierzchnię 5,7 ha linię brzegową o długości 903 m, długość 310 m i szerokość 180 m. Sąsiaduje z jeziorami Köstrijärv, Karula Pikkjärv, Kiiviti. Położone jest na zachód od Parku Narodowego Karula.